# Cadastro

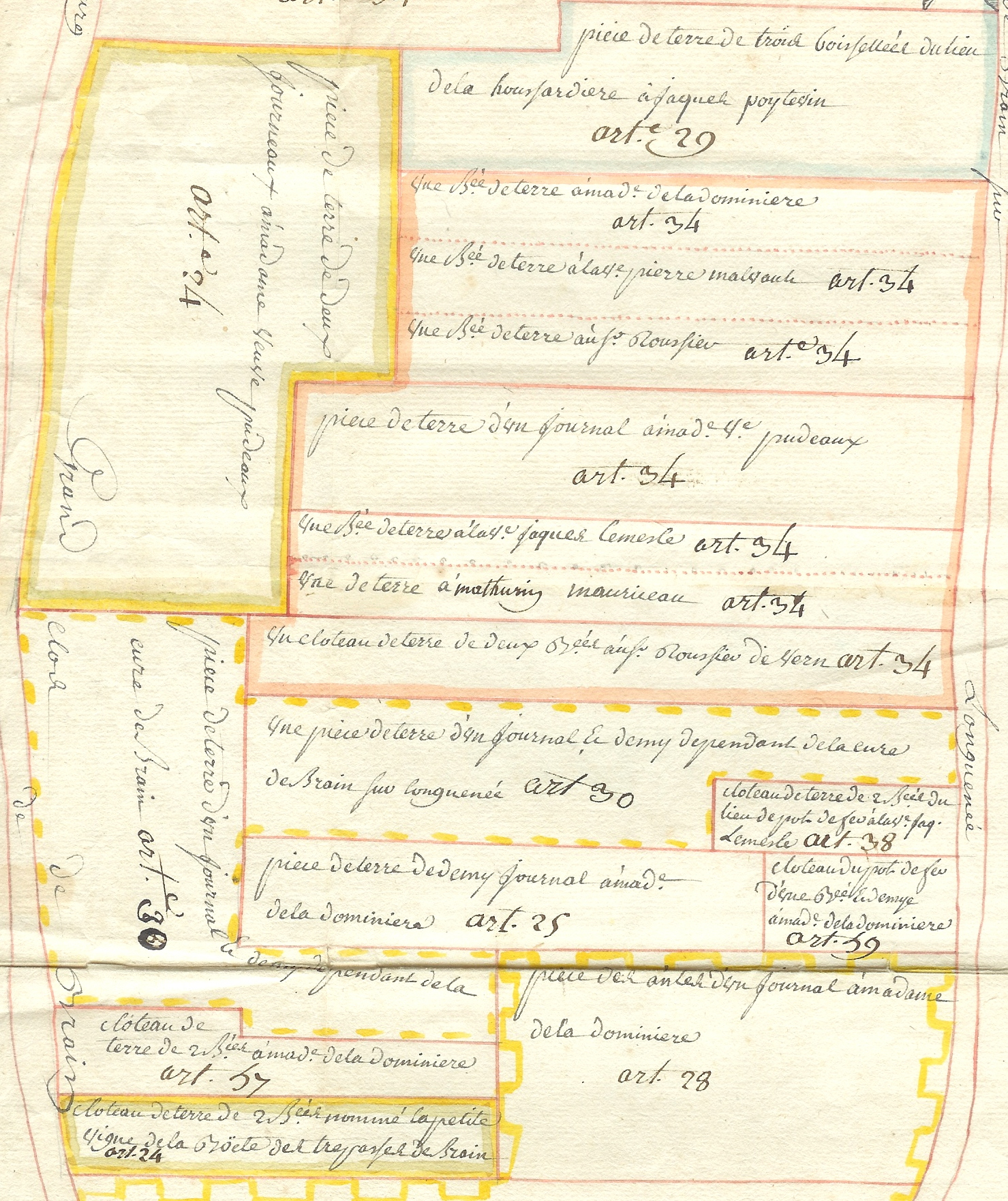
Parte de um cadastro de terreno senhorial francês de 1750

Um cadastro (do grego antigo κατάστιχον ["registro"], de κατά στίχον ["linha por linha"]), também conhecido como cadastro técnico, cadastro territorial, cadastro imobiliário, ou cadastro predial é um inventário oficial e sistemático de bens imóveis. Descreve a geolocalização, a identificação das estremas (divisas com confrontantes), a área (em m2 ou ha), e os nomes dos proprietários.
O cadastro baseia-se no levantamento dos limites de cada parcela territorial (ou simplesmente "parcela"), também conhecido como prédio (não confundir com edificação) ou lote, a qual recebe uma identificação alfanumérica inequívoca.
Originalmente, o termo descrevia qualquer relação de bens, móveis ou imóveis, de um determinado proprietário, feito, em regra, com o objetivo de repartir proporcionalmente as cargas fiscais.
O termo cadastro na língua portuguesa, por extensão de sentido, pode referir-se a qualquer registro detalhado de entidades seriais, normalmente pessoas: clientes de uma empresa ou estabelecimento comercial, alunos de uma escola, frequentadores de uma biblioteca etc. (por exemplo: verbetes iniciadas por "cadastro").
As adjetivações "técnico" , "territorial", "imobiliário" ou "predial" são utilizadas para distinguir o conceito internacional (p.ex., cadaster em inglês, cadastre em francês, Kataster em alemão, catastro em espanhol) da acepção genérica, de bancos de dados de clientes, etc.
O inventário da propriedade imóvel, o cadastro, na atualidade já não é feito somente por razões tributárias, mas principalmente com o fim de dar publicidade à situação jurídica dos imóveis (casas, prédios, terrenos rurais etc.) e garantir a lisura e segurança das trocas imobiliárias (compra, venda, penhora, hipoteca, arresto, alienação etc.).
O cadastro técnico multifinalitário ou cadastro territorial multifinalitário (CTM, também conhecido como "cadastro geral" ou "cadastro integral") é composto do cadastro territorial ou cadastro imobiliário, combinado com cadastros temáticos ou cadastros específicos, como por exemplo: hidrografia, redes de serviços públicos (luz, água, esgoto, etc.), logradouros e rede viária, geologia, meio ambiente, etc.

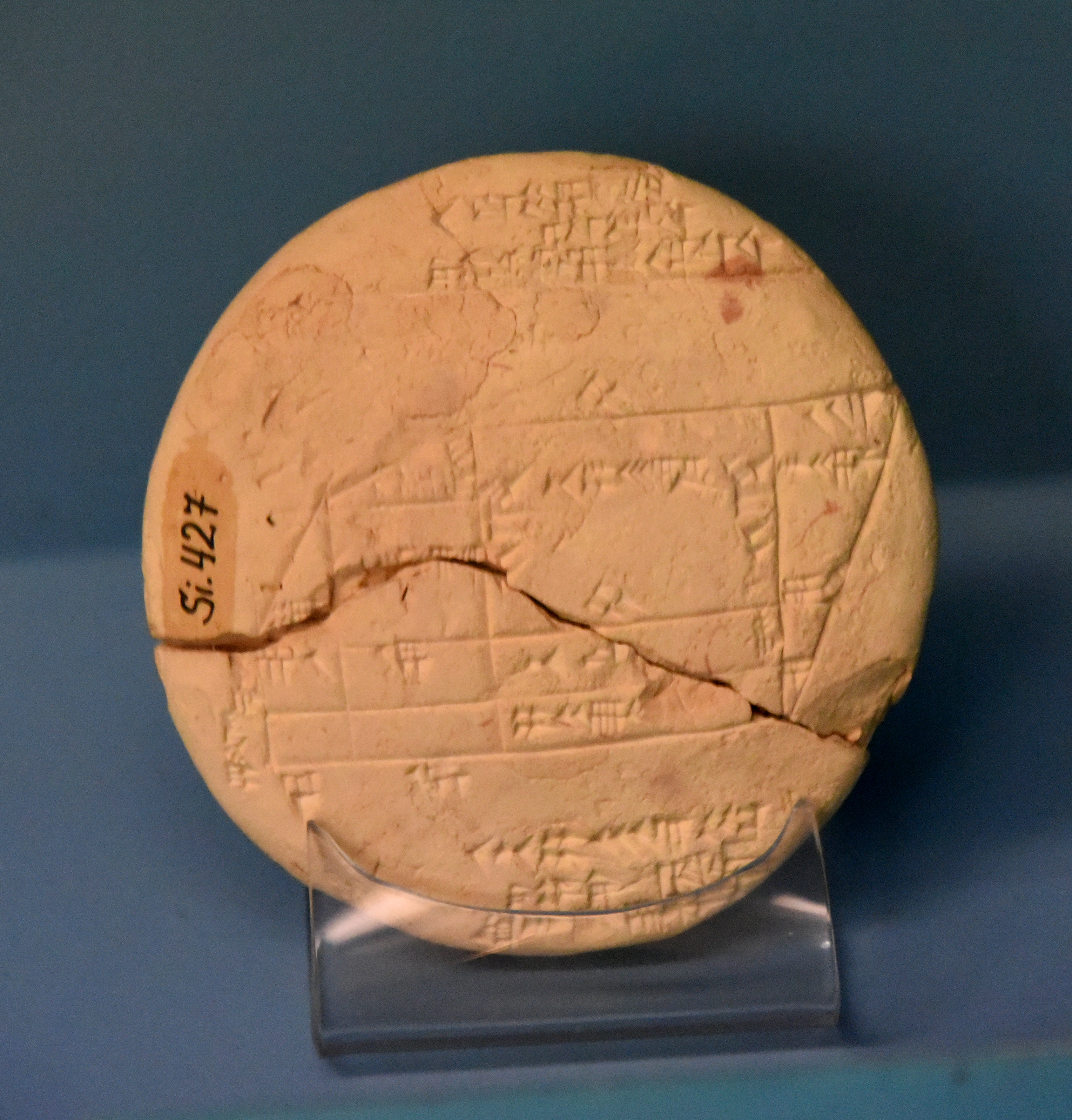
Cadastro do Império Paleobabilônico (século 18 a.C.)

Após o levantamento in loco, deve-se complementar a planta (ou mapa), atualizando-a ou corrigindo-a. Para a atualização do cadastro técnico deve-se ter uma equipe permanente de profissionais municipais. As cidades, em sua maioria, possuem um departamento responsável pela manutenção do banco de informações.

Foto aérea e mapa cadastral em Québec, Canadá.

Enquanto o cadastro é responsável pela descrição física do imóvel, o registro imobiliário (ou registro predial) é responsável por sua situação legal,. O cadastro tem a função de proporcionar a garantia dos limites físicos imobiliários, mas depende da caracterização jurídica, que advem do registro. Por isso é tão importante que exista integração de ambos, para nao haver divergencias:
Com a integração, o cadastro teria sempre atualizada a informação sobre a situação legal do imóvel, proporcionando segurança nas transações imobiliárias e operações de crédito imobiliário. O serviço seria aperfeiçoado pela redução de documentos a serem exigidos do proprietário ou detentor do imóvel e pelo melhor atendimento ao usuário.

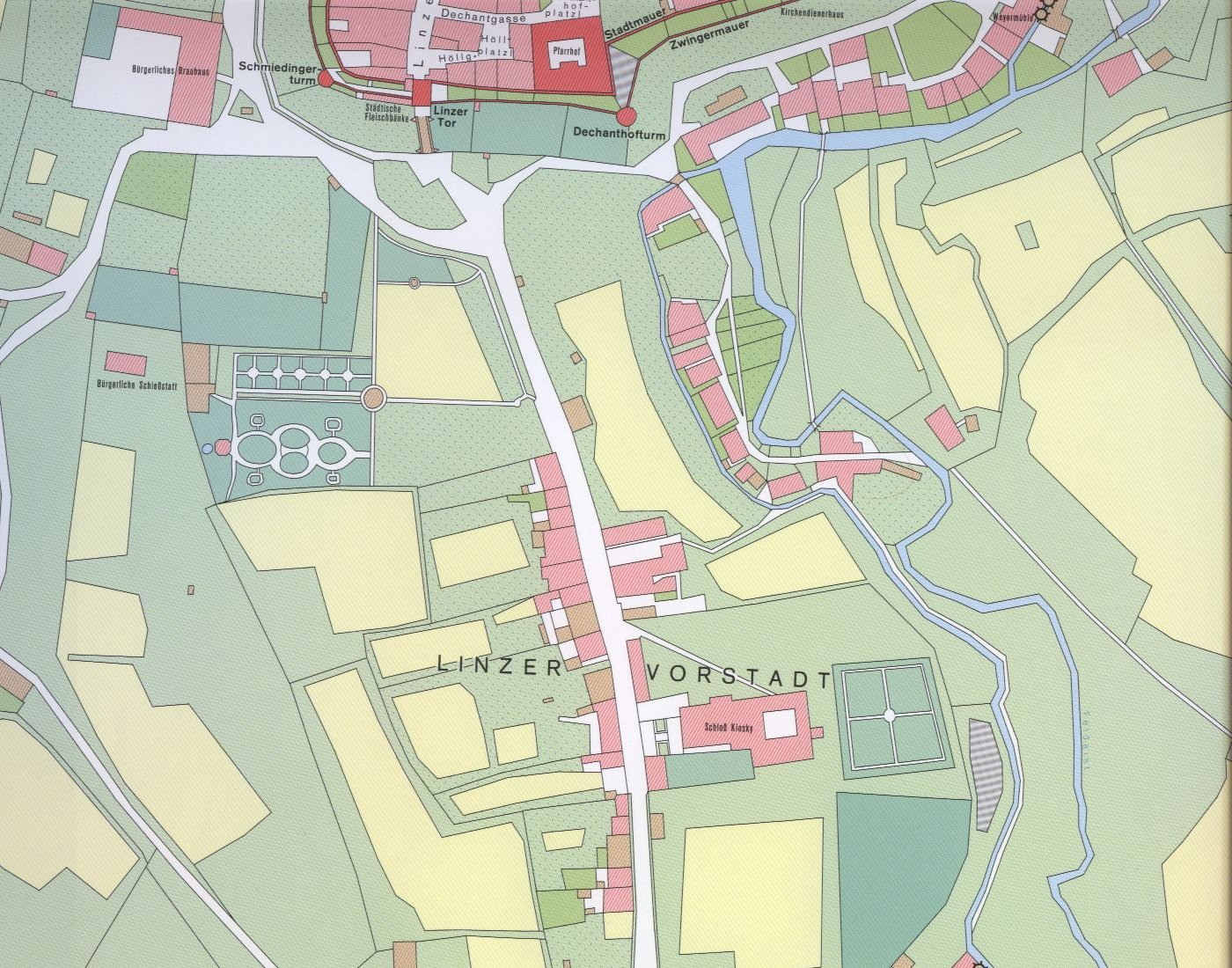
Mapa cadastral na Áustria (Franziszeischer Kataster)

Em Portugal, foram estabelecidos pelo menos dois sistemas cadastrais nacionais, o Cadastro Predial (CP) e o Cadastro Geométrico da Propriedade Rústica (CGPR), sendo o segundo dedicado a imóveis rurais. Outros sistemas relacionados são o Balcão Único do Prédio e o Sistema Nacional de Exploração e Gestão de Informação Cadastral.